# Alcañizo
Alcañizo település Spanyolországban, Toledo tartományban. Alcañizo Calera y Chozas, Oropesa és Torralba de Oropesa községekkel határos. Lakosainak száma 275 fő (2024).

## Népesség
A település lakosságának változását az alábbi diagram mutatja:
| Lakosok száma | 324  | 314  | 336  | 355  | 319  | 304  | 286  | 274  | 277  | 275  |
|               | 2001 | 2004 | 2007 | 2009 | 2012 | 2014 | 2017 | 2019 | 2022 | 2024 |